# デルタ航空9877便墜落事故
デルタ航空9877便墜落事故（デルタこうくう9877びんついらくじこ）は、1967年3月30日にルイジアナ州ニューオーリンズで発生した航空事故である。
ニューオーリンズ国際空港を離陸し訓練飛行を行っていたデルタ航空9877便（ダグラス DC-8-51）がニューオーリンズ国際空港への最終進入中に墜落した。乗員6人全員と地上の13人の計19人が死亡し、18人が負傷した。

## 飛行の詳細

### 事故機
事故機のダグラス DC-8-51（N802E）は1959年に製造され、同年9月14日にデルタ航空に納入された。総飛行時間は23,391時間で、4基のプラット・アンド・ホイットニー JT3D-1ジェットエンジンを搭載していた。

### 乗員
機長は44歳の男性で、1949年6月3日に入社した。総飛行時間は19,008時間で、DC-8では475時間の経験があった。機長はDC-8の他、ダグラス DC-3、ダグラス DC-6、ダグラス DC-7、ダグラス DC-9、コンベア240、コンベア340、コンベア440での飛行資格があった。事故時にはインストラクターを務めていた。
副操縦士は48歳の男性で、1951年3月13日に入社した。総飛行時間は16,929時間で、DC-8では15時間の経験があった。副操縦士はダグラス DC-3、ダグラス DC-6、ダグラス DC-7、ダグラス DC-9、コンベア240、コンベア340、コンベア440での飛行資格があった。
航空機関士のインストラクターは25歳の男性で、1964年11月16日に入社した。総飛行時間は1,371時間で、DC-8では667時間の経験があった。
航空機関士は30歳の男性で、1965年5月3日に入社した。総飛行時間は802時間で、DC-8では6時間の経験があった。
また、事故機には航空機関士のインストラクターの能力評価を行うためにパイロット1人が乗務していた。評価役のパイロットは33歳の男性で、1959年10月9日に入社した。評価役のパイロットはダグラス DC-6、ダグラス DC-7、ダグラス DC-9、コンベア240、コンベア340、コンベア440での飛行資格があった。総飛行時間は2,715時間で、DC-8では529時間の経験があった。
加えて、事故機にはフライトクルーの他に連邦航空局のオブザーバーが搭乗していた。

## 事故の経緯
CST23時14分、気象情報に関するブリーフィングが行われた。ニューオーリンズ国際空港付近は濃霧で、視界は3km程まで低下すると予想された。機長は右座席に着席し、副操縦士は左座席に着席していた。0時40分、9877便は滑走路へのタキシングを開始した。0時43分、9877便は滑走路28から離陸した。0時47分にパイロットは滑走路01へのベースレグについて報告した。滑走路01への着陸は第2エンジンを停止した状態で行われることとなり、着陸後は滑走路19から離陸する予定だった。管制官は9877便が最終進入を行うのを目撃した。0時50分、9877便は電線に接触しながら空港手前の住宅街に墜落した。墜落時、機体は60度近く傾いており、操縦は副操縦士が行っていた。墜落により複数の家屋ヒルトン複合施設が破壊された。ヒルトンホテルには当時、36人のウィスコンシン州の高校生が宿泊していた。この内13人が建物から投げ出されるなどして死亡した。

## 事故調査
国家運輸安全委員会が事故調査を行った。最終報告書では機長の監視不足とパイロットによる出力調整が不適切だったことが事故原因とされた。これにより機体の制御が失われた。